# Gangolfsberg (Wuppertal)

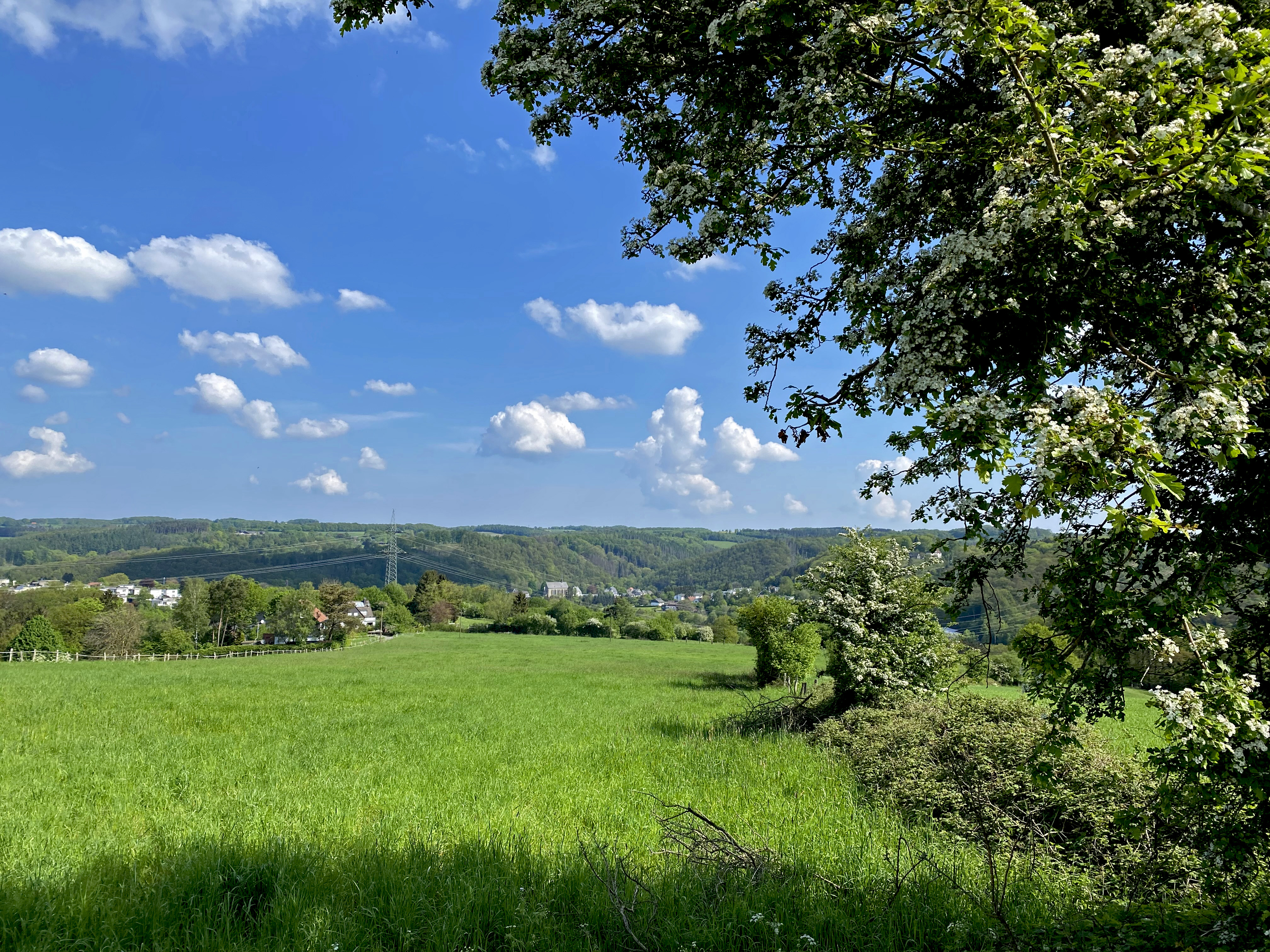
Gandolfsberg in der Landschaftskulisse

Gangolfsberg ist eine Hofschaft im Wuppertaler Wohnquartier Herbringhausen im Stadtbezirk Langerfeld-Beyenburg.

## Geografie
Die Hofschaft liegt auf 256 m ü. NHN südlich des Beyenburger Stausees, eines Aufstaus der Wupper bei Beyenburg. Auf der anderen Seite des westlich vorbeifließenden Hengstener  Bachs liegt auf einer Erhebung das großflächige Beyenburger Wohngebiet Siegelberg. Benachbarte Orte sind Hengsten, Stoffelsberg und Nöllenberg.

## Etymologie und Geschichte
Gangolfsberg ist vermutlich nach dem Radevormwalder Kirchenpatron Gangolf benannt.
Im Mittelalter gehörte Gangolfsberg neben 15 weiteren Höfen zur Honschaft Walbrecken im Kirchspiel Lüttringhausen des Amtes Beyenburg. 1547 ist in einer Liste der Hand- und Spanndienste eine Wohnstätte belegt.  1547 ist eine Wohnstätte belegt. Der Hof war zu dieser Zeit Teil des Hofverbands Mosblech, der ein Allod der bergischen Herzöge war. 1715 wird der Weiler auf der Topographia Ducatus Montani als Selspinsberg bezeichnet.
Zwischen Gangolfsberg und dem Hengsten verlief die Elberfelder Linie der Bergischen Landwehr.
1815/16 lebten 12 Einwohner im Ort. 1832 war Gangolfsberg weiterhin Teil der Honschaft Walbrecken, die nun der Bürgermeisterei Lüttringhausen angehörte. Der laut der Statistik und Topographie des Regierungsbezirks Düsseldorf als Weiler bezeichnete Ort besaß zu dieser Zeit fünf Wohnhäuser und zwei landwirtschaftliche Gebäude. Zu dieser Zeit lebten 20 Einwohner im Ort, vier katholischen und 16 evangelischen Glaubens. Im Gemeindelexikon für die Provinz Rheinland von 1888 werden vier Wohnhäuser mit 27 Einwohnern angegeben.